# Route européenne 771
Pour les articles homonymes, voir Route 771.
La route européenne 771 est une route reliant Drobeta Turnu Severin, en Roumanie, à Niš, en Serbie.